# Castell de Sant Mori
Castell de Sant Mori és un edifici al nucli antic de la població de Sant Mori (Alt Empordà) declarada bé cultural d'interès nacional. És al bell mig del terme i delimitat per les places de l'Església i de la Rectoria i pel carrer Figueres.

## Arquitectura

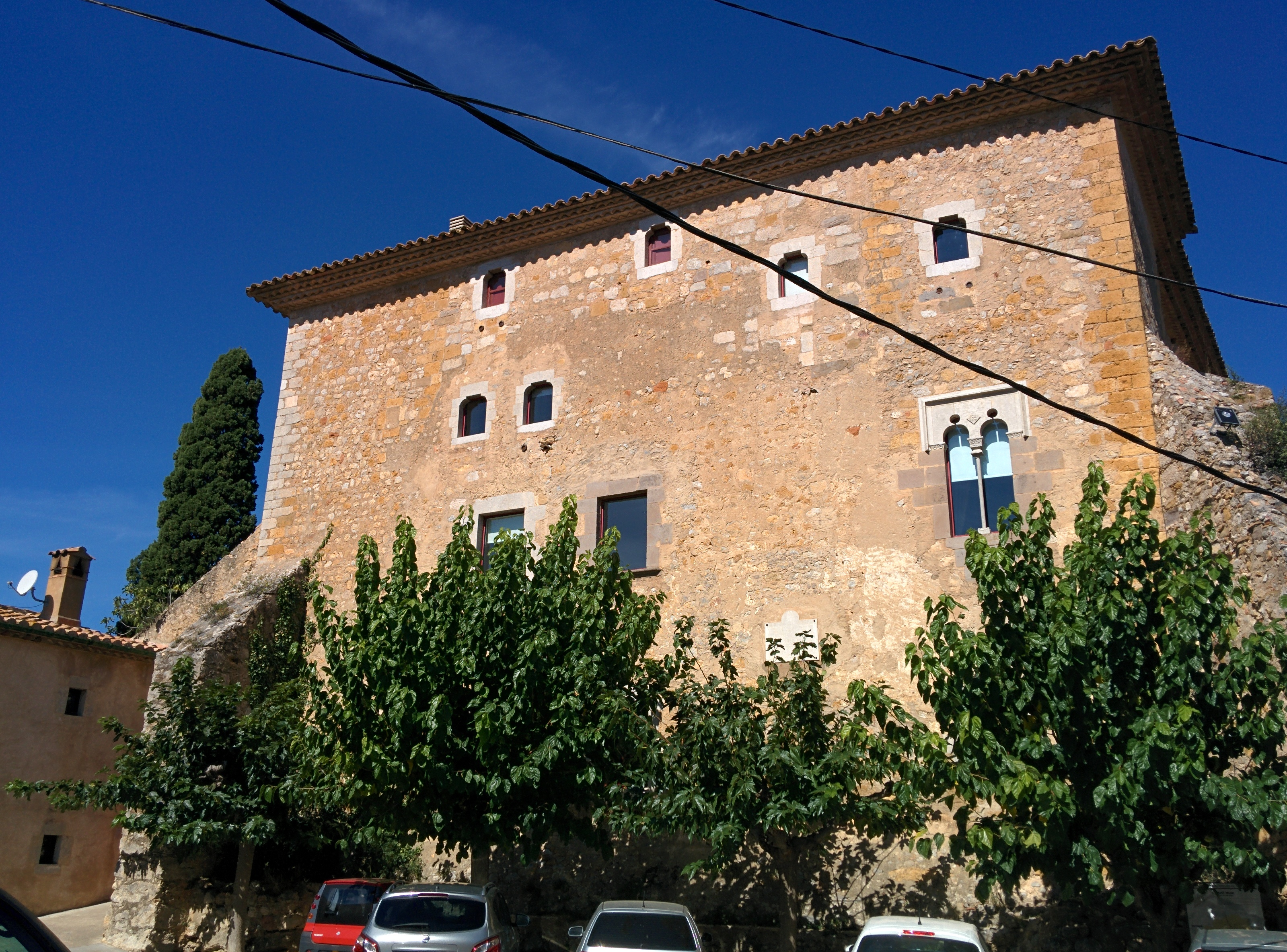

Es tracta d'un edifici de planta rectangular amb pati central, format per quatre cossos adossats coberts amb teulades de diversos vessants. Està distribuït en planta baixa i tres pisos i presenta dos grans contraforts a les cantonades sud-oest i sud-est. Davant la façana principal, orientada a ponent, hi ha una gran terrassa amb piscina de construcció moderna, a la que s'accedeix des de la plaça de l'Església a través d'un portal d'arc rebaixat emmarcat amb pedra. A la planta baixa hi ha el portal principal, d'arc de mig punt adovellat. Als pisos hi ha obertures rectangulars emmarcades amb carreus de pedra i finestres amb les llindes sostingudes per mènsules incurvades, algunes restituïdes, de la mateixa manera que la finestra geminada d'arcs trilobulats de l'extrem nord de la façana, feta a imitació de les originals que conserva l'edifici en altres paraments. Destaquen les espitlleres o troneres de la part superior de la façana. A la façana sud es repeteix la mateixa tipologia d'obertures que a la principal, destacant la finestra geminada d'arcs trilobulats del pis, que tot i que presenta la part superior restituïda, a la inferior conserva una tronera original. A la façana de llevant, les finestres de la planta baixa presenten les llindes motllurades, al pis hi ha les rectangulars, una amb espitllera a la part inferior, i als pisos superiors les que tenen la llinda sostinguda per mènsules. D'aquestes últimes, les originals presenten un petit escut en relleu a la part superior, tocant el ràfec de la coberta. Moltes d'aquestes obertures han estat restituïdes íntegrament o en part. A la façana nord es conserven dues finestres geminades d'arcs trilobulats, damunt una fina columneta amb capitell decorat. Al mig dels dos arcs hi ha un escut decorat, i a la part inferior de l'obertura, una tronera. Un dels escuts té una creu gravada mentre que l'altre presenta l'escut d'armes de la família Cardona. A l'extrem superior del parament, damunt la finestra de la cantonada, hi ha un altre escut en relleu amb una creu gravada.
L'interior de l'edifici presenta grans voltes d'arc rebaixat, bastides amb maons disposats a pla i voltes de canó, a la planta baixa. Al pis, la sala principal està coberta amb un enteixinat de fusta restituït sostingut per diversos arcs diafragma. Destaca la porta d'accés a la cambra reial, d'estil gòtico-renaixentista.
La construcció és bastida, en alguns trams, damunt la roca de la zona que aflora en aquest sector de la població. Està construïda amb pedra desbastada de diverses mides, lligada amb morter. En alguna part del parament s'observen carreus de pedra ben escairats, i a les cantonades també.

## Història
Castell documentat l'any 1149 en el testament sacramental de Guerau de Rupià. Al segle xiii pertanyia al comtat d'Empúries, fou propietat de Dalmau de Creixell. Es creu que el castell pertanyia al convent de Sant Miquel de Fluvià, sent aquest un monestir fortificat, que durant els anys de la Guerra Civil Catalana o de Remença (1462-86), en temps de les lluites entre Joan el Sense Fe i la Generalitat de Catalunya, la reina Joana Enríquez, mare de Ferran el Catòlic, sol·licità a l'abat que li cedís per instal·lar-s'hi. Feta aquesta cessió, la reina ràpidament realitzà diferents obres de fortificació i diferents reformes per habitar-hi, donant-li la categoria de Seti reial. Fou durant aquest període bèl·lic esmentat, quan habitant la reina, convocà a Parlament el 15 d'octubre de 1466. Anys després Ferran el Catòlic concedí la propietat del castell a Pere de Rocabertí, esdevenint centre de la baronia de Sant Mori.
Altres notícies històriques no recullen l'opció que el castell fos propietat del convent de Sant Miquel de Fluvià, donat que es té documentada una relació de tots els senyors propietaris, des del segle xiii i sense interrupció, fins als nostres dies. Això es podria explicar si el convent posseís la senyoria directa i que, per contra, les primeres generacions tinguessin la castlania o el senyoriu útil. Així, des del segle xv fins avui en dia, el castell ha estat propietat de la mateixa família, descendents del senyor feudal, fet poc habitual i que explicaria l'excel·lent estat en el que es troba.
A començaments del segle XX fou restaurat per la senyora Francesca Güell.
Recentment el toc del campanar de l'església de Sant Maurici ha estat objecte de denúncia per soroll interposada per Mariano Sanz Klein propietari del castell, dedicat a l'allotjament turístic, que després d'un llarg procés judicial i amb sentència ferma del TSJC ha obligat a l'ajuntament impedir els tocs de campana de les dotze de la nit a les vuit del matí.